# Липкинське сільське поселення
Ли́пкинське сільське поселення (рос. Липкинское сельское поселение) — муніципальне утворення у складі Ромодановського району Мордовії, Росія. Адміністративний центр — селище Липки.

## Історія
Станом на 2002 рік існували Вирипаєвська сільська рада (село Вирипаєво, присілки Новотроїцька Горка, Сумаруково) та Липкинська сільська рада (присілки Кадишево, Молоді Всходи, селища Липки, Роздольє).
2004 року присілок Кадишево було передане до складу Первомайського сільського поселення Лямбірського району.
17 травня 2018 року було ліквідовано Вирипаєвське сільське поселення, його територія увійшла до складу Липкинського сільського поселення.

## Населення
Населення — 575 осіб (2019, 648 у 2010, 746 у 2002).

## Склад
До складу поселення входять такі населені пункти:
| Населений пункт              | Населення, осіб (2002) | Населення, осіб (2010) |
| ---------------------------- | ---------------------- | ---------------------- |
| Вирипаєво, село              | 247                    | 218                    |
| Липки, селище                | 436                    | 393                    |
| Молоді Всходи, присілок      | 6                      | 1                      |
| Новотроїцька Горка, присілок | 10                     | 11                     |
| Роздольє, селище             | 47                     | 25                     |
| Сумаруково, присілок         | 0                      | 0                      |